# Story Killers
Story Killers est un projet de journalisme d'investigation collaboratif de plusieurs médias d'actualité, visant à enquêter sur les entreprises spécialisées dans les manipulations d’opinions publiques et la diffusion de fausses informations. Il prend sa source dans la volonté de poursuivre le travail d'une journaliste indienne, Gauri Lankesh, assassinée en 2017. Ce projet est coordonné par la plateforme Forbidden Stories, dédiée à l'aide aux journalistes ainsi qu'à la poursuite d'enquêtes de journalistes menacés, emprisonnés ou tués. Le projet est notamment constitué des médias francophones Le Monde, Radio France, Le Soir et Radio télévision suisse.
Étalé sur plusieurs mois, composée d'une trentaine de médias et d'environ cent journalistes, ce projet montre comment, en s'appuyant notamment sur un important réseau de faux compte sur les réseaux sociaux, sur le piratage de boîte mail ou sur la rédaction et la publication d'articles à charge ou de complaisance, de discrètes entreprises proposent des services visant à orienter l'opinion.
Souvent à la limite de la légalité, éthiquement condamnables, ces services, facturés de quelques centaines de milliers de dollars à plusieurs millions, ciblent des profils aussi divers que variés. Pour une efficacité relative, des entreprises, des milliardaires, des lanceurs d'alertes ou des personnes politiques peuvent faire l'objet de campagnes organisées de mésinformation ou de désinformation.
Ces campagnes, à l’initiative d'individus ou d'organismes, peuvent avoir des visées électorales, comme la consultation de 2014 sur l'indépendance de la Catalogne, ou être de simples règlements de compte.
À travers le récit de trois journalistes se faisant passer pour des intermédiaires de potentiels clients, le projet décrit le fonctionnement d'une de ces sociétés surnommée, par les journalistes, Team Jorge basée en Israël.

## En France
Le journaliste Rachid M'Barki est licencié par la chaîne BFM TV pour avoir participé contre rémunération à des campagnes de désinformations organisées par Team Jorge ; il fait diffuser à l'antenne des séquences, dont une sur la supposée corruption organisée par le Qatar en France et non validées par la rédaction en chef.
Sont également mentionnées comme illustrant ce phénomène les conditions d'écriture et de diffusion, à des fins de déstabilisation de la Croix-Rouge,, d'une tribune d'Emmanuel Dupuy dans le magazine d’extrême droite Valeurs actuelles.
La société toulousaine Getfluence voit ses activités mises en lumières par ce projet. Moyennant des tarifs compris entre quelques centaines et plus de 40 000 €, elle promet la possibilité de publier des articles sur plus de 17 000 sites web dans le monde, dont 3 000 en France, sans qu’apparaisse la mention réglementaire « sponsorisé »,.

## En Inde
L'ONG DisinfoLab décrit comment l'agence indienne Asian News International s'appuie sur des sources et identités créées de toutes pièces pour servir de canal de propagande à certains intérêts du pouvoir indien,.